# 威氏短臂鰨
威氏短臂鰨為輻鰭魚綱鰈形目鰨亞目鰨科的其中一種，為熱帶海水魚，分布於東大西洋區，從塞內加爾至迦納海域，棲息深度145-460公尺，體長可達25公分，棲息在沙泥底質底層水域，生活習性不明，可作為食用魚。

## 扩展阅读
維基物種上的相關：威氏短臂鰨